# Штурм Вены

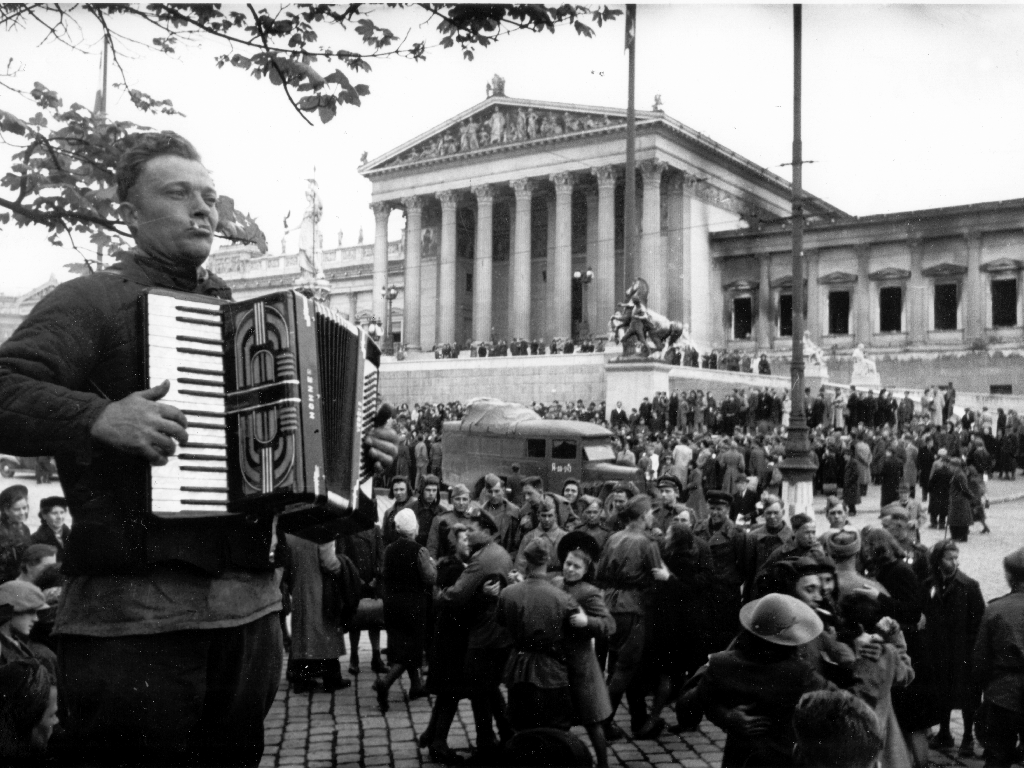
Жители Вены приветствуют советских солдат-освободителей. Апрель 1945

Штурм Вены — одна из наступательных операций советских войск, завершивших Великую Отечественную войну. Являлась частью Венской наступательной операции 1945 года, в ходе которой советские войска овладели столицей Австрии, очистив её от гитлеровских войск. Операция продолжалась 8 суток — с 5 по 13 апреля 1945 года.

## Военно-оперативная ситуация
Вену обороняли 8 танковых, 1 пехотная дивизии и до 15 отдельных батальонов пехоты. Немецкое командование на подступах к городу и в самом городе заблаговременно подготовило многочисленные оборонительные сооружения. На танкоопасных направлениях по внешнему обводу были отрыты противотанковые рвы и установлены противотанковые и противопехотные препятствия и заграждения. Улицы были перекрыты баррикадами и завалами. Во многих строениях были оборудованы огневые точки. Немецкое командование стремилось превратить Вену в неприступную крепость. Командование вермахта придавало огромное значение удержанию Вены и её экономического района. 6 апреля 1945 года Гитлер писал: «Месторождение нефти в районе Вены имеет решающее значение для дальнейшего ведения войны». Вена была последним бастионом в нацистской обороне на подступах к южным районам Германии. 
По плану Ставки Верховного Главнокомандования освобождения Вены должно было осуществляться войсками правого крыла 3-го Украинского фронта (4-й, 9-й гвардейскими и 6-й гвардейской танковой армиями, 1-м гвардейским механизированным и 18-м танковым корпусами) и левым крылом 2-го Украинского фронта (46-й армией, 23-м танковым и 2-м гвардейским механизированным корпусами). С воздуха поддержку осуществляли части 5-й и 17-й воздушных армий. В боях за Вену также должна была использована Дунайская военная флотилия. 
Желая сохранить город, его исторические памятники и предотвратить напрасные жертвы командующий 3-м Украинским фронтом маршал Ф. И. Толбухин 6 апреля 1945 обратился к жителям Вены с призывом оставаться на местах, всячески препятствовать фашистам разрушить город и оказывать помощь советским войскам. Но только некоторая часть жителей Вены откликнулась на призыв.
При приближении советских войск австрийский майор вермахта Карл Соколл, участник движения Сопротивления, организовал заговор (в литературе получил название Операция «Радецкий») с целью подготовки вооружённого восстания и срыва немецкого плана разрушения Вены. 2 апреля 1945 года по его приказу участвующие в заговоре писарь старший фельдфебель Фердинанд Кез и шофер Соколла ефрейтор Йоханн Райф перешли линию фронта в полосе 9-й гвардейской армии и были доставлены в штаб фронта, где на встрече с Толбухиным изложили план заговорщиков пробить брешь в немецкой обороне и открыть советским войскам дорогу на Вену. Толбухин в ответ обещал оказать помощь в эвакуации гражданского населения Вены, чтобы максимально снизить его потери в ходе предстоящего штурма города. Восстание было намечено на 6 апреля, с руководством повстанцев была налажена радиосвязь. Однако заговор был раскрыт гестапо, в ночь с 5 на 6 апреля многие его участники были арестованы и вскоре казнены. Соколл сумел бежать и скрывался до прихода Красной Армии.

## Штурм Вены
Утром 6 апреля войска 4-й и 9-й гв. армий с востока и юга начали штурм Вены. Одновременно соединения 6-й гв. танковой армии обходили город с запада, стремясь не допустить отхода Венской группировки гитлеровцев на запад. Танковые войска преодолевали лесистый массив Венского леса. Однако, несмотря на тяжелые условия местности и ожесточенное сопротивление немцев, танки обошли Вену и 7 апреля вышли к Дунаю, отрезав нацистам путь к отходу. Город был окружен с 3-х сторон. Войска 3-го Украинского фронта вели бои за каждый квартал города и против домов, превращенных в сильные опорные пункты. Группа разведчиков, рискуя жизнью, под сильным огнём фашистов разминировала Райхсбрюке. За этот подвиг они все были удостоены звания Героя Советского Союза. Очищая один квартал за другим, советские войска рассекли Венский гарнизон гитлеровцев на отдельные группы и начали их уничтожение. К 10 апреля советские войска, наступавшие с юга и востока, соединились с частями, штурмующими центр города. Немецкий гарнизон оказался зажат с юга и востока 4-й армией, а с юго-запада и запада 9-й и 6-й танковыми гвардейскими армиями. Но гитлеровцы не собирались сдаваться. В ночь на 11 апреля 4-я гвардейская армия начала форсирование Дунайского канала. 13 апреля сопротивление нацистов было сломлено.

## Результаты штурма
В результате штурма Вены советские войска полностью освободили её, вышли на рубеж Санкт-Пёльтен и закрепились южнее. А войска левого крыла 3-го Украинского фронта продолжили наступление в общем направлении на Грац.
Потери советских войск непосредственно при штурме Вены оцениваются в 18 тысяч человек погибшими.

## Галерея

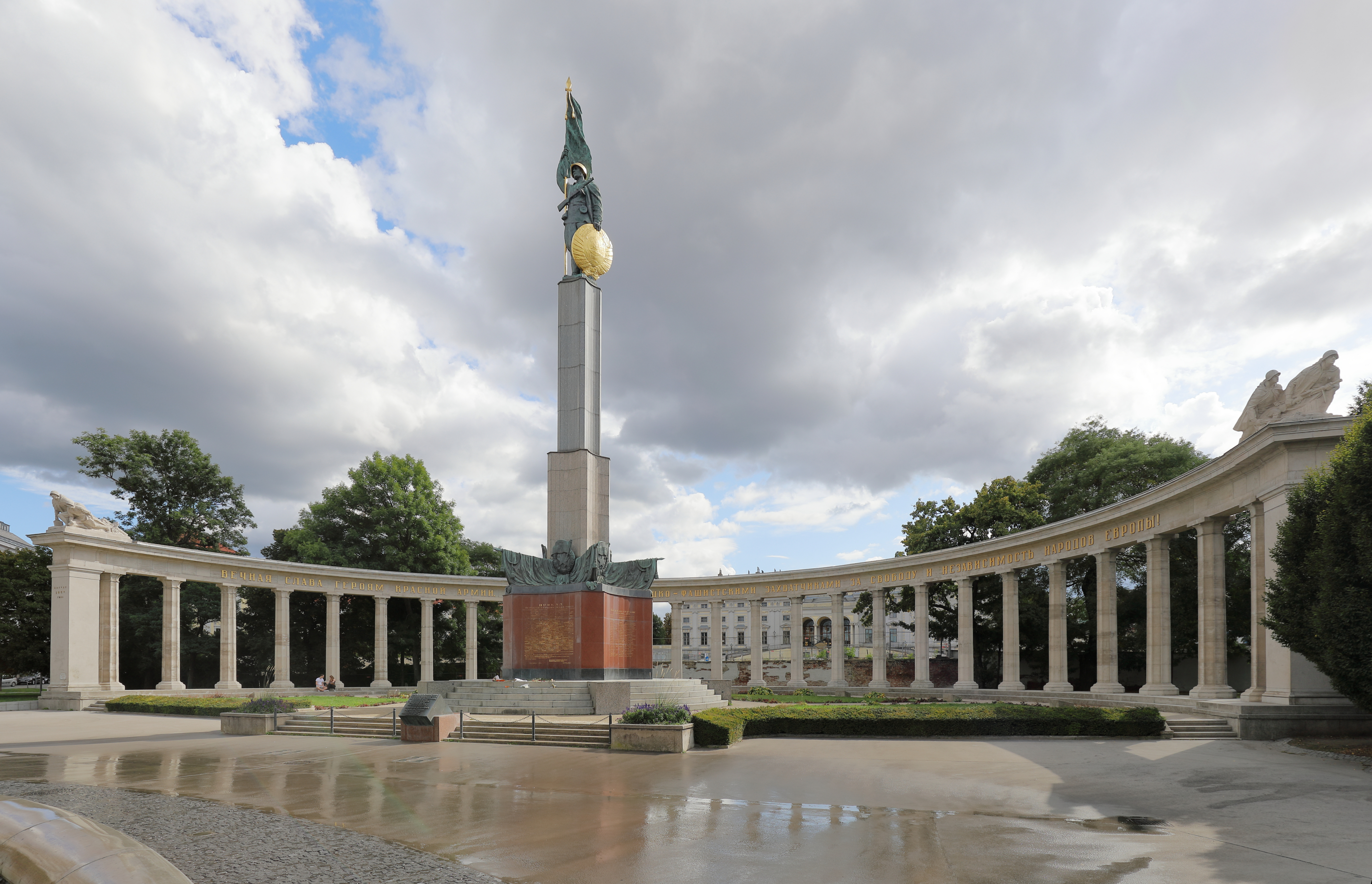
Памятник героям Красной армии на площади Шварценбергплац в Вене, открытый в 1945 году
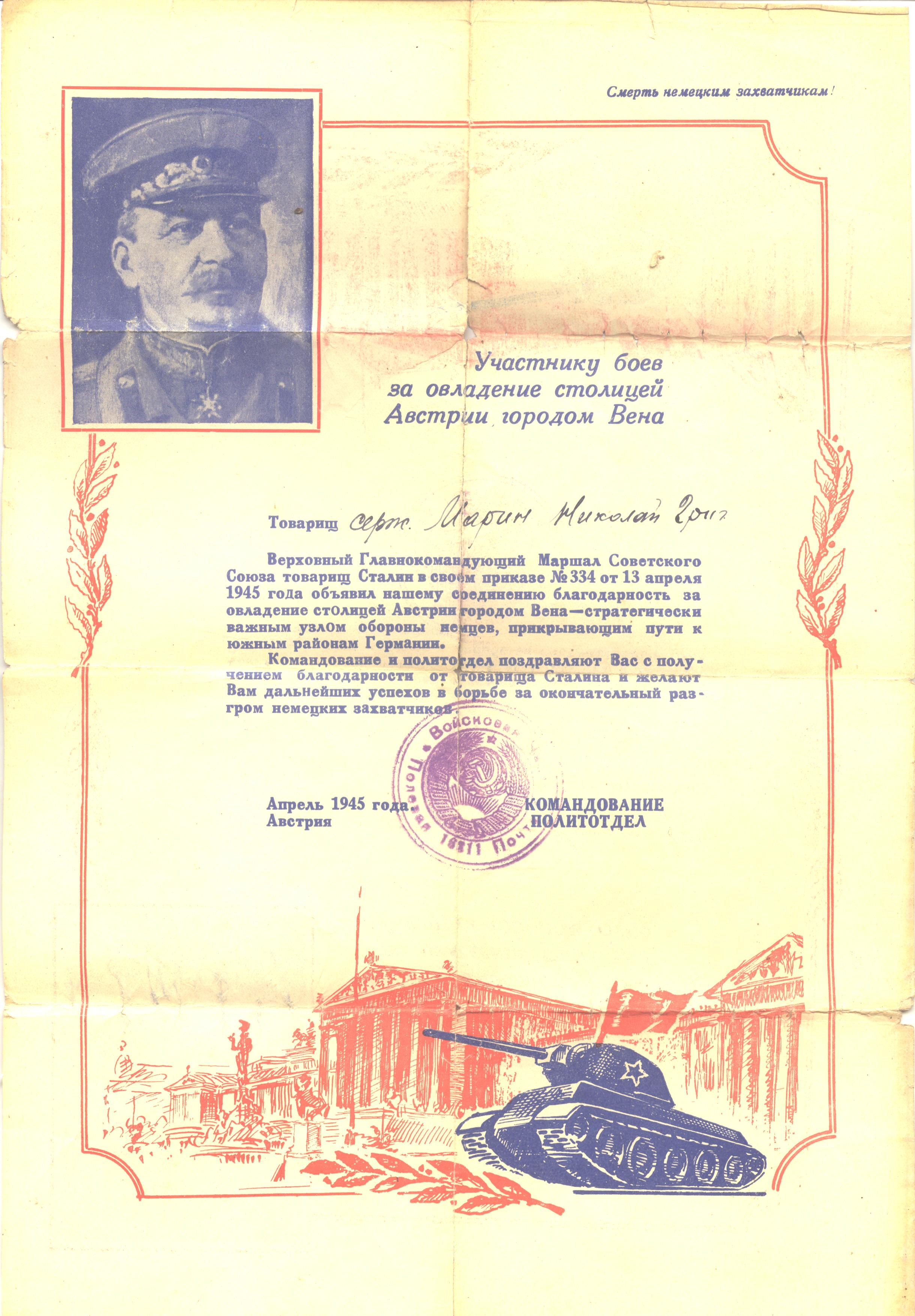
Благодарность Сталина одному из участников операции
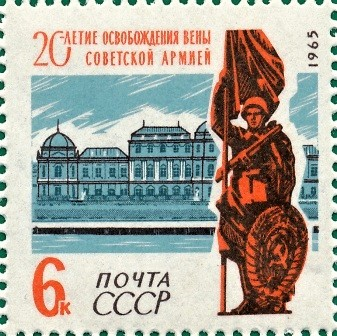
Почтовая_марка СССР. 20-летие освобождение Вены